# Aqua (Angra)
Aqua är det brasilianska heavy metal-bandet Angras sjunde studioalbum utgivet augusti 2010 av skivbolaget Voice Music (i Japan och Brasilien) och SPV/Steamhammer (i Europa och USA). Albumet är baserad på William Shakespeares skådespel The Tempest (sv: "Stormen").

## Låtförteckning
1. "Viderunt Te Aquæ" (Instrumental) (Rafael Bittencourt) – 1:01
2. "Arising Thunder" (Edu Falaschi, Kiko Loureiro) – 4:52
3. "Awake from Darkness" (Felipe Andreoli, Bittencourt, Falaschi) – 5:54
4. "Lease of Life" (Falaschi) – 4:30
5. "The Rage of the Waters" (Bittencourt, Ricardo Confessori, Andreoli) – 5:34
6. "Spirit of the Air" (Falaschi, Loureiro) – 5:23
7. "Hollow" (Andreoli, Bittencourt) – 5:30
8. "Monster in Her Eyes" (Bittencourt) – 5:15
9. "Weakness of a Man" (Bittencourt, Loureiro) – 6:12
10. "Ashes" (Loureiro) – 5:11

## Medverkande
Musiker (Angra-medlemmar)
- Edu Falaschi – sång
- Kiko Loureiro – gitarr, bakgrundssång
- Rafael Bittencourt – gitarr, bakgrundssång
- Felipe Andreoli – basgitarr, bakgrundssång
- Aquiles Priester – trummor

Bidragande musiker
- Amon Lima – violin (spår 1, 3, 6–8)
- Yaniel Matos – cello (spår 1, 3, 7, 8)
- Maria Ilmoniemi – piano (spår 4, 8, 9), hammondorgel (spår 4)
- Guga Machado – percussion (spår 3–6, 8–10)
- Fabrizio di Sarno – keyboard, orkesterarrangemang (spår 5)
- Nei Medeiros – keyboard, orkesterarrangemang (spår 1, 8)
- Felipe Grytz – keyboard, orkesterarrangemang (spår 2, 4, 6, 10)
- Fernanda Gianesella, Miriam Chiurciu, Gisela Freire, Isa Elisabetsky, Katya Delfino, Zuma Duarte, Luiza Gianesella, Tito Falaschi – kör (spår 1, 6, 9)
- Debora Reis – kör (spår 10)
- Annah Flavia – kör (spår 4)
- Zeca Loureiro – kör (spår 1, 9)
- Rodrigo Ninrod – kör (spår 1)

Produktion
- Adriano Daga, Brendan Duffey – producent, ljudtekniker, ljudmix
- Angra – producent
- Thiago "Hósoede" – ljudtekniker
- Antti Rintamäki – ljudtekniker (piano)
- Maor Appelbaum – mastering
- Gustavo Sazes – omslagskonst